# 第72回ゴールデングローブ賞
第72回ゴールデングローブ賞（だい72かいゴールデングローブしょう）は2014年の映画とテレビ番組を対象としており、授賞式は2015年1月11日にカリフォルニア州ビバリーヒルズのビバリーヒルトン・ホテルで行われ、NBCが放送する。授賞式はディック・クラーク・プロダクションズがハリウッド外国人映画記者協会と共同でプロデュースする。2014年9月15日にジョージ・クルーニーに生涯功労賞であるセシル・B・デミル賞が贈られることが発表された。司会はティナ・フェイとエイミー・ポーラーが務める。ノミネーションは2014年12月11日にケイト・ベッキンセイル、ピーター・クラウス、ポーラ・パットン、ジェレミー・ピヴェンによって発表された。

## 受賞・ノミネート
以下がノミネートの一覧である。太字が受賞である。

### 映画
| 映画作品賞 | 映画作品賞 |
| ドラマ部門 | ミュージカル・コメディ部門 |
| --- | --- |
| - 『6才のボクが、大人になるまで。』 - 『フォックスキャッチャー』 - 『イミテーション・ゲーム/エニグマと天才数学者の秘密』 - 『グローリー/明日への行進』 - 『博士と彼女のセオリー』 | - 『グランド・ブダペスト・ホテル』 - 『バードマン あるいは（無知がもたらす予期せぬ奇跡）』 - 『イントゥ・ザ・ウッズ』 - 『パレードへようこそ』 - 『ヴィンセントが教えてくれたこと』 |
| 映画演技賞（ドラマ部門） | |
| 主演男優賞 | 主演女優賞 |
| - エディ・レッドメイン - 『博士と彼女のセオリー』 - スティーヴン・ホーキング博士役 - スティーヴ・カレル - 『フォックスキャッチャー』 - ジョン・デュポン役 - ベネディクト・カンバーバッチ - 『イミテーション・ゲーム/エニグマと天才数学者の秘密』 - アラン・チューリング役 - ジェイク・ジレンホール - 『ナイトクローラー』 - ルイス・ブルーム役 - デヴィッド・オイェロウォ - 『グローリー/明日への行進』 - マーティン・ルーサー・キング・ジュニア役 | - ジュリアン・ムーア - 『アリスのままで』 - アリス・ホーランド＝ジョーンズ役 - ジェニファー・アニストン - 『Cake ケーキ 〜悲しみが通り過ぎるまで〜』 - クレア・ベネット役 - フェリシティ・ジョーンズ - 『博士と彼女のセオリー』 - ジェーン・ホーキング役 - ロザムンド・パイク - 『ゴーン・ガール』 - エイミー・エリオット・ダン役 - リース・ウィザースプーン - 『わたしに会うまでの1600キロ』 - シェリル・ストレイド役                   |
| 映画演技賞（ミュージカル・コメディ部門） | |
| 主演男優賞 | 主演女優賞 |
| - マイケル・キートン - 『バードマン あるいは（無知がもたらす予期せぬ奇跡）』 - リーガン・トムソン役 - レイフ・ファインズ - 『グランド・ブダペスト・ホテル』 - グスタヴ・H役 - ビル・マーレイ - 『ヴィンセントが教えてくれたこと』 - ヴィンセント役 - ホアキン・フェニックス - 『インヒアレント・ヴァイス』 - ラリー・“ドク”・スポテッロ役 - クリストフ・ヴァルツ - 『ビッグ・アイズ』 - ウォルター・キーン役                                       | - エイミー・アダムス - 『ビッグ・アイズ』 - マーガレット・キーン役 - エミリー・ブラント - 『イントゥ・ザ・ウッズ』 - パン屋の妻役 - ヘレン・ミレン - 『マダム・マロリーと魔法のスパイス』 - マダム・マロリー役 - ジュリアン・ムーア - 『マップ・トゥ・ザ・スターズ』 - ハヴァナ・セグランド役 - クヮヴェンジャネ・ウォレス - 『ANNIE/アニー』 - アニー・ベネット役                                                                       |
| 助演男優賞 | 助演女優賞 |
| - J・K・シモンズ - 『セッション』 - テレンス・フレッチャー役 - ロバート・デュヴァル - 『ジャッジ 裁かれる判事』 -ジョセフ・パルマー役 - イーサン・ホーク - 『6才のボクが、大人になるまで。』 - メイソン・エヴァンス・シニア役 - エドワード・ノートン - 『バードマン あるいは（無知がもたらす予期せぬ奇跡）』 - マイク・シャイナー役 - マーク・ラファロ - 『フォックスキャッチャー』 - デイヴ・シュルツ役                                           | - パトリシア・アークエット - 『6才のボクが、大人になるまで。』 - オリヴィア・エヴァンス役 - ジェシカ・チャステイン - 『アメリカン・ドリーマー 理想の代償』 - アンナ・モラレス役 - キーラ・ナイトレイ - 『イミテーション・ゲーム/エニグマと天才数学者の秘密』 - ジョーン・クラーク役 - エマ・ストーン - 『バードマン あるいは（無知がもたらす予期せぬ奇跡）』 - サム・トマソン役 - メリル・ストリープ - 『イントゥ・ザ・ウッズ』 - 魔女役 |
| 監督賞 | 脚本賞 |
| - リチャード・リンクレイター - 『6才のボクが、大人になるまで。』 - ウェス・アンダーソン - 『グランド・ブダペスト・ホテル』 - エイヴァ・デュヴァーネイ - 『グローリー/明日への行進』 - デヴィッド・フィンチャー - 『ゴーン・ガール』 - アレハンドロ・ゴンサレス・イニャリトゥ - 『バードマン あるいは（無知がもたらす予期せぬ奇跡）』 | - アレハンドロ・ゴンサレス・イニャリトゥ、アーマンド・ボー、ニコラス・ジャコボーン、アレクサンダー・ディネラリス・ジュニア - 『バードマン あるいは（無知がもたらす予期せぬ奇跡）』 - ウェス・アンダーソン - 『グランド・ブダペスト・ホテル』 - ギリアン・フリン - 『ゴーン・ガール』 - リチャード・リンクレイター - 『6才のボクが、大人になるまで。』 - グラハム・ムーア - 『イミテーション・ゲーム/エニグマと天才数学者の秘密』         |
| 作曲賞 | 主題歌賞 |
| - ヨハン・ヨハンソン - 『博士と彼女のセオリー』 - アレクサンドル・デスプラ - 『イミテーション・ゲーム/エニグマと天才数学者の秘密』 - トレント・レズナー、アッティカス・ロス - 『ゴーン・ガール』 - アントニオ・サンチェズ - 『バードマン あるいは（無知がもたらす予期せぬ奇跡）』 - ハンス・ジマー - 『インターステラー』 | - 「グローリー」（ジョン・レジェンド&コモン） - 『グローリー/明日への行進』 - 「ビッグ・アイズ」（ラナ・デル・レイ） - 『ビッグ・アイズ』 - 「マーシー・イズ」（パティ・スミス&レニー・ケイ） - 『ノア 約束の舟』 - 「オポチュニティ」（グレッグ・カースティン、シア・ファーラー、ウィル・グラック） - 『ANNIE/アニー』 - "Yellow Flicker Beat"（ロード） - 『ハンガー・ゲーム FINAL: レジスタンス』                                     |
| アニメ映画賞 | 外国語映画賞 |
| - 『ヒックとドラゴン2』 - 『ベイマックス』 - 『ブック・オブ・ライフ 〜マノロの数奇な冒険〜』 - 『ボックストロール』 - 『LEGO ムービー』 | - 『裁かれるは善人のみ』 ロシア - 『フレンチアルプスで起きたこと』 スウェーデン - Gett: The Trial of Viviane Amsalem イスラエル - 『イーダ』 ポーランド - 『みかんの丘』 エストニア |

## ノミネーションの総計

### 映画
12本の映画が複数の部門でのノミネートを獲得した。
| ノミネート数 | 映画                                              |
| ------------ | ------------------------------------------------- |
| 7            | バードマン あるいは（無知がもたらす予期せぬ奇跡） |
| 5            | 6才のボクが、大人になるまで。                     |
| 5            | イミテーション・ゲーム/エニグマと天才数学者の秘密 |
| 4            | ゴーン・ガール                                    |
| 4            | グローリー/明日への行進                           |
| 4            | グランド・ブダペスト・ホテル                      |
| 4            | 博士と彼女のセオリー                              |
| 3            | ビッグ・アイズ                                    |
| 3            | フォックスキャッチャー                            |
| 3            | イントゥ・ザ・ウッズ                              |
| 2            | ANNIE/アニー                                      |
| 2            | ヴィンセントが教えてくれたこと                    |

## プレゼンター
以下の人物が授賞式のプレゼンターを務めた。
- エイミー・アダムス
- ジェニファー・アニストン
- ケイト・ベッキンセイル
- ジャック・ブラック
- エイドリアン・ブロディ
- ブライアン・クランストン
- ベネディクト・カンバーバッチ
- ジェイミー・ドーナン
- ロバート・ダウニー・Jr
- デイヴィッド・ドゥカヴニー
- アンナ・ファリス
- コリン・ファレル
- コリン・ファース
- ジェーン・フォンダ
- ハリソン・フォード
- リッキー・ジャーヴェイス
- ビル・ヘイダー
- ケヴィン・ハート
- サルマ・ハエック
- キャサリン・ヘイグル
- ケイティ・ホームズ
- ケイト・ハドソン
- ダコタ・ジョンソン
- ジャレッド・レト
- アダム・レヴィーン
- ジェニファー・ロペス
- メリッサ・マッカーシー
- マシュー・マコノヒー
- シエナ・ミラー
- セス・マイヤーズ
- ルピタ・ニョンゴ
- クライヴ・オーウェン
- グウィネス・パルトロー
- クリス・プラット
- プリンス
- ジェレミー・レナー
- ポール・ラッド
- メリル・ストリープ
- チャニング・テイタム
- リリー・トムリン
- ヴィンス・ヴォーン
- ケリー・ワシントン
- ナオミ・ワッツ
- クリステン・ウィグ
- オーウェン・ウィルソン
- オプラ・ウィンフリー
- キャサリン・ゼタ＝ジョーンズ